# DIGIC

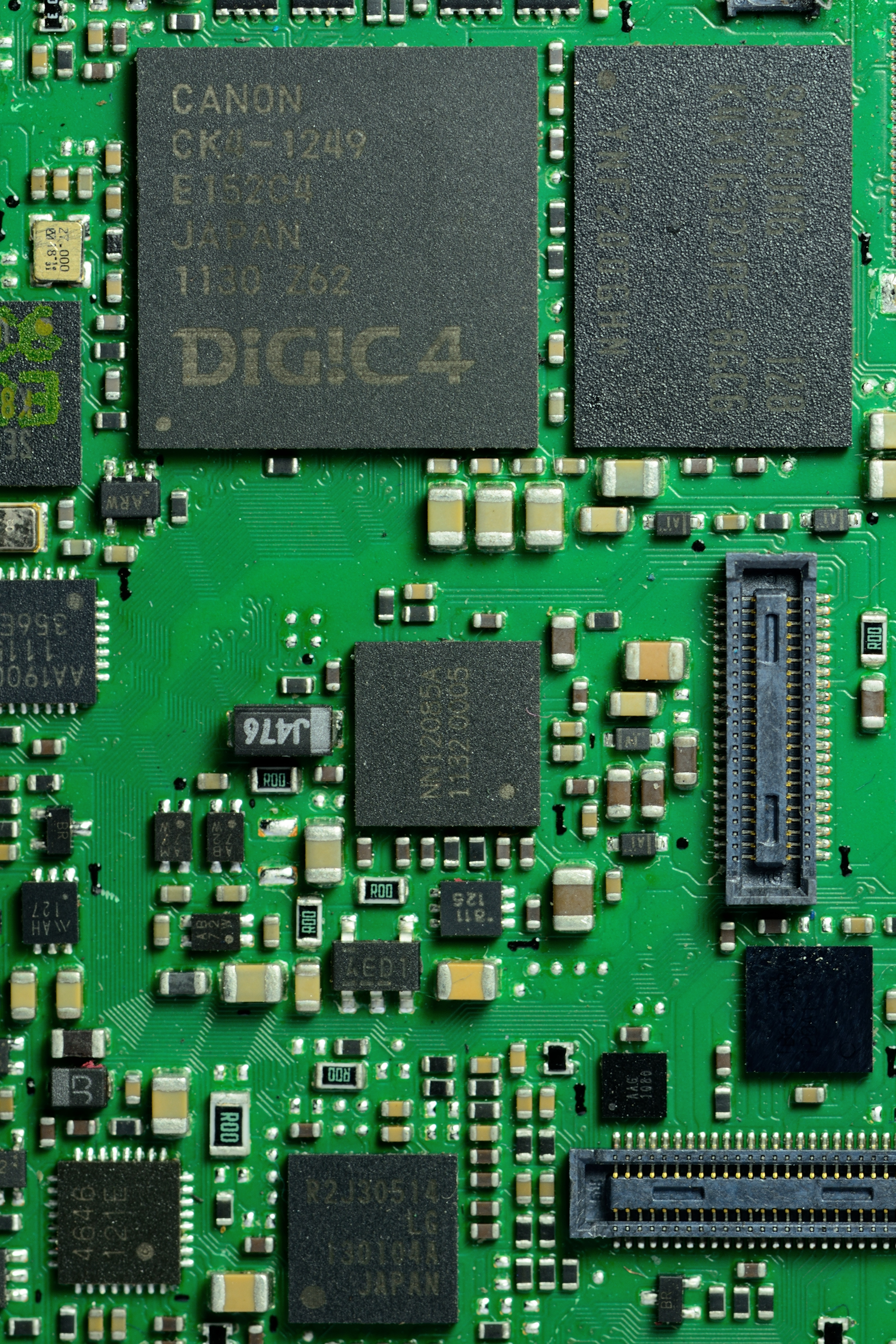
Digic 4 montato sulla Canon SX30

Il Digital Imaging Core (chiamato comunemente DIGIC, qualche volta modificato in DiG!C) è una famiglia di processori di immagine e unità di controllo progettate da Canon per le proprie videocamere e fotocamere digitali. Le varie versioni del DIGIC sono contraddistinte da numeri in appendice.

## DIGIC per fotocamere

### DIGIC
Il primo DIGIC fu utilizzato sulla Canon PowerShot S1 IS (marzo 2004), Canon PowerShot A520 (marzo 2005) e altre fotocamere. È composto da tre chip separati: un video-processore, un processore d'immagine ed un circuito integrato di controllo della fotocamera.

### DIGIC II
Il DIGIC II, a differenza del primo DIGIC, è costituito da un solo chip. Il buffer è stato incrementato e il processore è più rapido grazie anche all'utilizzo di una memoria DDR SDRAM che migliora il tempo di avvio e la velocità dell'autofocus. Canon sostiene che il DIGIC II migliora il colore, la nitidezza e il bilanciamento del bianco sui sensori CMOS utilizzati nella sua gamma di reflex digitali. Il DIGIC II è stato difatti utilizzato in molte fotocamere compatte per utenti avanzati e reflex quali la Canon EOS 350D, la Canon EOS 400D e la Canon EOS 5D permettendo una velocità di scrittura sulla memory card fino a 5.8 MB/s.

### DIGIC III

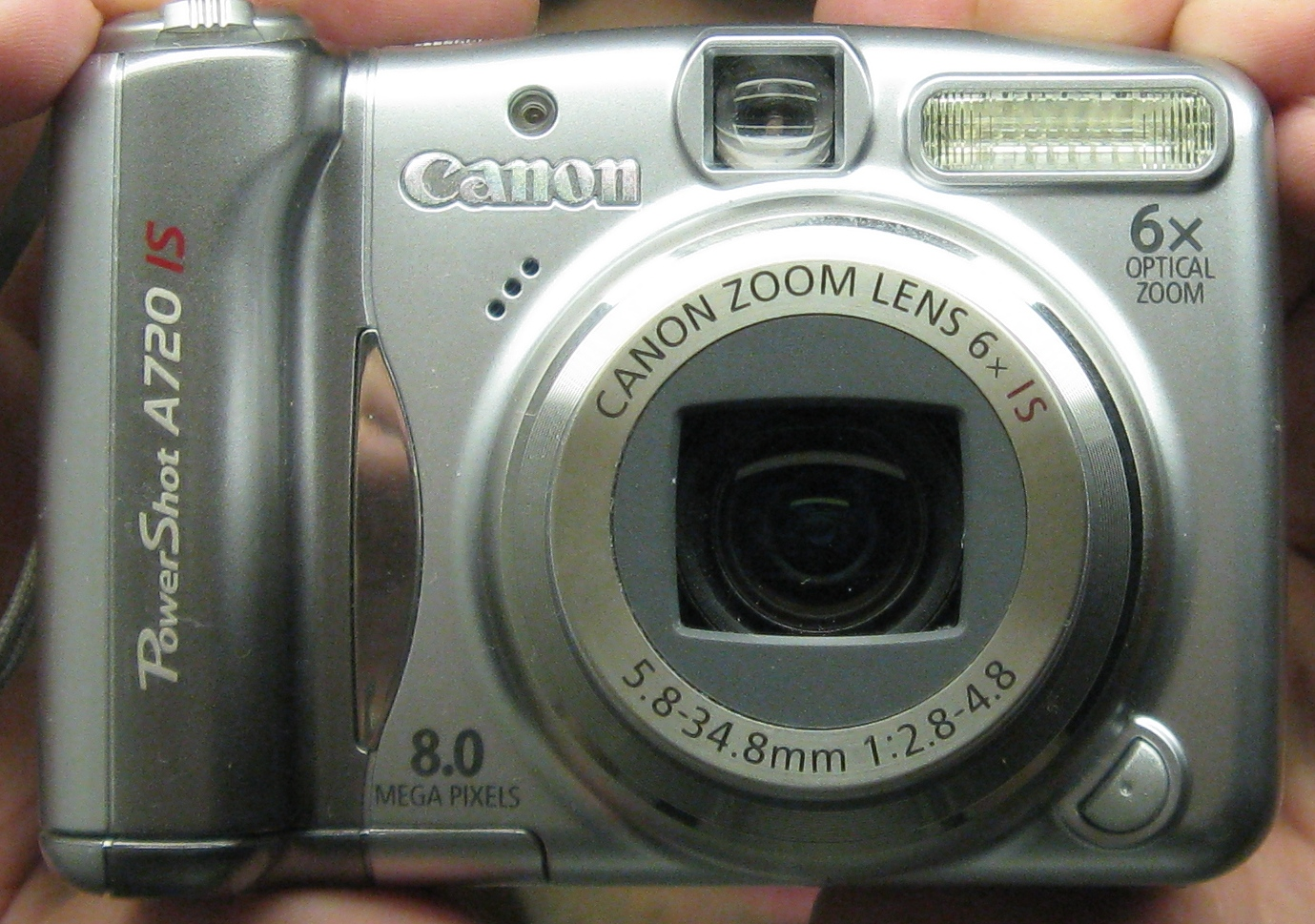
Vista frontale della Canon PowerShot A720 IS

Venne pubblicizzato che il DIGIC III offriva una qualità d'immagine superiore, un funzionamento più rapido e una maggiore durata di vita della batteria rispetto al suo predecessore. Il DIGIC III fornisce un'interfaccia più veloce alla memory card SD per la Canon PowerShot G7 e G9, IXUS 70, IXUS 75, 850 IS, IXUS 900 Ti, 950 IS, A560, A570 IS, A590 IS, A650 IS, A720 IS, A495, 1000D, 450D, EOS 40D, EOS 1D Mark III, EOS 1Ds Mark III e S5 IS. Inoltre permette una maggiore risoluzione del display LCD.

#### Nuove caratteristiche
Il DIGIC III implementa la nuova funzione di Face Detection AF/AE che permette di trovare e seguire fino a 9 volti nell'inquadratura controllandone l'esposizione e il flash per assicurare l'illuminazione più appropriata ai volti e al resto dell'immagine. In questo modo si riducono gli effetti negativi dovuti alla sovraesposizione e ai visi oscurati. Se il soggetto non è rilevato o non è considerato tale, la fotocamera ritorna al sistema AiAF (in base alla tecnologia iSAPS). Ciò è utile, ad esempio, nei luoghi turistici dove ci sono molte persone che non sono il soggetto principale della scena.

#### Riconoscimento scena
L'iSAPS è una tecnologia del tutto originale di riconoscimento della scena sviluppata da Canon per le sue fotocamere digitali. Utilizza un database interno con centinaia di foto differenti e funziona anche con processori DIGIC III migliorando la velocità di messa a fuoco e l'accuratezza come pure l'esposizione e il bilanciamento del bianco.

#### Doppio DIGIC III
Il DIGIC III è utilizzato anche nelle reflex digitali Canon (a partire dal 2007). Ad esempio la Canon EOS-1D Mark III usa un doppio processore DIGIC III per consentire di raggiungere 10 scatti al secondo da 10,1 MP (fino ad un massimo di 110 foto in JPEG, a seconda della velocità della scheda di memoria). Anche la Canon EOS-1Ds Mark III utilizza un doppio processore DIGIC III raggiungendo 5 scatti al secondo a 21,1 MP.

### DIGIC 4

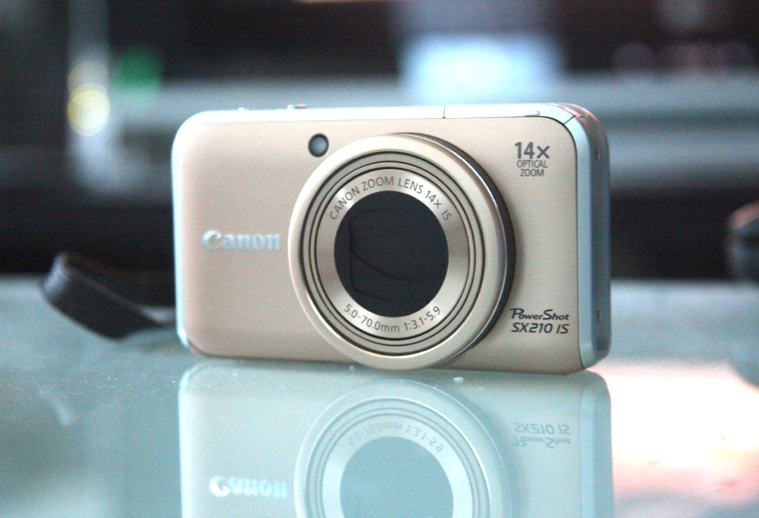
La Canon PowerShot SX210 utilizza il DIGIC 4

Nel 2008, Canon ha introdotto il nuovo processore DIGIC 4 utilizzandolo nelle EOS 1100D, EOS 500D, EOS 550D, EOS 600D, EOS 50D, EOS 60D, EOS 5D Mark II ed EOS 1D X (solo per l'AF e l'esposizione). È anche utilizzato nelle nuove Powershot delle serie (A, G, S, IXUS e SX).
Canon dichiara i seguenti miglioramenti:
- Processore molto più veloce dei precedenti
- Migliore riduzione del rumore agli alti ISO
- Ottimizzazione delle prestazioni durante il trattamento di immagini RAW a 14-bit di grandi dimensioni
- Live Face Detection con AF nel Live View
- Registrazione video H.264 1080p.[4]

#### Doppio DIGIC 4
Il doppio processore DIGIC 4 è utilizzato nella EOS 7D e nella EOS-1D Mark IV.

### DIGIC 5
Il DIGIC 5 è presente nella reflex EOS 650D, EOS 700D, EOS 100D e tra le compatte nella PowerShot SX40 e 50 HS dove permette una velocità di scatto multiplo fino a 10,3 fotogrammi al secondo alla massima risoluzione in modalità High-Speed Burst HQ. Questo nuovo processore risulta essere sei volte più veloce del precedente DIGIC 4 e produce il 75% in meno di rumore.

### DIGIC 5+
Il DIGIC 5+ (versione affinata rispetto al DIGIC 5) è utilizzato nella reflex EOS 70D e nelle reflex full frame EOS 1Dx, EOS 5D Mark III e EOS 6D. La EOS-1D X include due processori Digic 5+ che consentono una velocità massima di scatto di 12 foto al secondo in formato RAW+JPG.

### DIGIC 6

#### Doppio DIGIC 6
Il doppio processore DIGIC 6 è utilizzato nella EOS 7D Mark II e nelle reflex full frame Canon EOS 5Ds e Canon EOS 5Ds R.

### DIGIC 7
Introdotto nel 2016, la Canon PowerShot G7 X Mark II è stata la prima fotocamera Canon ad includere il processore DIGIC 7. Le fotocamere che utilizzano anche questo processore sono: la fotocamera mirrorless, Canon EOS M5, presentata nel 2016, la Canon EOS 77D e la Canon EOS 800D, introdotta a febbraio 2017, la Canon EOS M6 annunciata a febbraio 2017, la Canon EOS 6D Mark II che è stata commercializzata a luglio 2017, la Canon EOS 200D, nota come EOS Rebel SL2 nelle Americhe e EOS Kiss X8 in Giappone, uscita a luglio 2017. Attualmente l'ultima reflex con questo processore è la Canon EOS M100, commercializzata nell'agosto 2017.

### DIGIC 8
Il DIGIC 8 è stato introdotto insieme alla Canon EOS M50 nel febbraio 2018.
Può elaborare video 4k fino a 30 fps utilizzando la compressione MPEG-4 AVC/H.264. Il nuovo processore di immagini DIGIC 8 ha anche contribuito a un sistema Dual Pixel CMOS AF migliorato. Il sistema può ora visualizzare più punti AF (99 punti; fino a 143 punti con obiettivi supportati) e copre un'area AF più ampia (circa l'88% orizzontale per il 100% verticale dello schermo) quando è collegato un obiettivo compatibile. Ciò contribuisce a migliorare la capacità AF e le prestazioni di tracciamento.

### DIGIC X
DIGIC X è stato introdotto insieme alla 1D X Mark III a febbraio 2020. Può elaborare video 4k fino a 120 fps (video 8k fino a 30 fps su EOS R5). I nuovi miglioramenti basati su prestazioni e qualità delle immagini includono:
- Elaborazione migliorata della riduzione del rumore.
- Elaborazione delle immagini basata sulla nitidezza.
- Sezioni dedicate ("blocchi") del processore per attività specifiche Dual Pixel CMOS AF e per il rilevamento del soggetto (inclusi il nuovo AF di rilevamento della testa e le capacità di tracciamento AF sia per lo scatto tramite mirino che Live View).
- Prestazioni di elaborazione delle immagini fino a circa 3,1 volte più veloci di due processori DIGIC 6+.
- Velocità di elaborazione continua fino a circa 380 volte più veloci di due processori DIGIC 6+.
- Una significativa riduzione del consumo energetico rispetto ai precedenti processori Dual DIGIC 6+.

## DIGIC DV per videocamere

### DIGIC DV
Il DIGIC DV è utilizzato nelle videocamere digitali con singolo sensore CCD come le videocamere DVD DC20 e DC40.

### DIGIC DV II
Il DIGIC DV II utilizza un sistema ibrido di riduzione del rumore e un nuovo sistema per la gamma. È impiegato in tutte le videocamere Canon ad alta definizione, in quelle DVD (con l'eccezione della DC20 e della DC40) e nelle nuove videocamere SD quali la FS100, FS10 e FS11.

### DIGIC DV III
Il DIGIC DV III è utilizzato nelle nuove Canon Legria (PAL)/Vixia (NTSC) ad alta definizione come la HFS100, HFS10, HF200 e HF20.

## Firmware non ufficiali

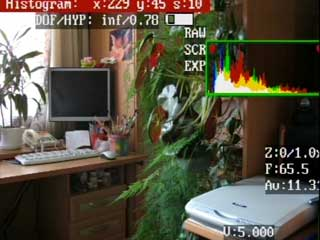
il CHDK firmware come appare sul display

La scheda del DIGIC contiene un processore compatibile x86 (emulazione del NEC V30) che gestisce il ROM-DOS Datalight e due chip (un processore d'immagine e un Motorola 68HC12).
L'ASIC del DIGIC II e del DIGIC III ha un processore a 32-bit con architettura ARM integrato. Fino al 2007 circa, le fotocamere Canon punta e scatta utilizzavano un sistema operativo basato su VxWorks, quelle più recenti si basano invece sul DRYOS sviluppato in casa Canon.

### CHDK
Il progetto Canon Hack Development Kit (CHDK) è stato iniziato da Andrey Gratchev ed ha potenziato con successo molte Canon PowerShot sviluppando un firmware open che va ad aggiungersi al firmware originale senza danneggiarlo o modificarlo e permette agli utenti di scrivere programmi personalizzati con nuove funzionalità e include giochi e script scritti in UBASIC o Lua. Tra le caratteristiche aggiunte c'è il supporto RAW; lo scatto remoto tramite USB; la fotografia attivata con rilevazione di movimento; lo scatto continuo (raffica), Tv, Av, ISO e bracketing sulla messa a fuoco (aumento della profondità di campo) personalizzabili; la rimozione del limite di ripresa video di 1 GB delle prime fotocamere; lo sblocco di limiti di tempo, apertura e ISO (tempi da 64" a 1/10.000").
Al progetto CHDK per potenziare il firmware esteso era necessario ottenere copie del firmware originale. In alcuni casi ciò è stato fatto tramite il metodo del software puro, mentre in altri casi si fece affidamento sul metodo che utilizzava il lampeggiamento del LED sulla fotocamera, come porta seriale ottica per trasmettere il firmware ad un computer host.

### Magic Lantern
Il Magic Lantern è un firmware aggiuntivo scritto per la Canon EOS 5D Mark II da Trammel Hudson nel 2009 e aggiornato per la 550D (1.0.8) nel luglio 2010 dallo stesso autore. A partire dal settembre 2010, Alex ed altre persone, dal forum CHDK, aggiornarono questo firmare per la 550D (1.0.9), 60D, 500D, 600D (1.0.1) e 50D con l'aggiunta di un gran numero di funzionalità  per la gestione dei video e delle foto (senza sostituire il firmware standard).
Invece le 1100D / 7D / 5D Mark III / 5D / EOS-M il firmware è in fase di porting (quindi con bug, mancanze...)

### 400plus
Il 400plus è un firmware gratuito che offre funzionalità aggiuntive alla Canon EOS 400D in modo non distruttivo e non permanente. È un progetto CHDK.